# 엠83
엠83(M83)은  대한민국의 VFX(시각효과) 기업이다. 본사는 서울특별시 마포구 양화로 176, 4층 (동교동,동교동 스타피카소)에 위치해 있다. 대표이사는 정성진, 김호성이다. 

## 참여 작품
- 영화: 노량[5], 방과후 전쟁활동, 꽃선비 열애사, 작은 아씨들, 너자 2
- 드라마: 빈센초
- OTT 콘텐츠: 승리호, 스위트홈[6]

2024년 자회사 모터헤드 (Mortar Headd)와 함께 중국의 블록버스터 메인 VFX 제작사로 선정되었다

## 상장
2024년 8월 22일 주관사를 신영증권과 유진투자증권으로 공모가 16,000원(희망 공모가 밴드 1만1000~1만3000원)에 코스닥 시장에 상장하였다.

## 같이 보기
- 덱스터
- 자이언트스텝
- 위지윅스튜디오
- 에이스토리
- 스튜디오미르

## 참고 문헌
1. ↑  노자운, ‘스위트홈’ ‘한산’ ‘노량’ 특수효과 맡은 M83, 시리즈A 투자만 받고 상장 직행한다, 조선비즈, 2024.02.27.
2. ↑  배동주, M83, 특수효과 업계서 '나홀로 흑자'…수요예측 흥행할까, 조선비즈, 2024.08.01.
3. ↑  이경주, 엠83, 신주모집 100%...FI 엑시트 상장 후에, 딜스토리, 2024. 04. 12
4. ↑  이경주, 영화 노량 CG맡은 '엠83', 1600억 밸류 노릴까, 딜스토리, 2024. 4. 1
5. ↑  M83, 압도적 VFX 기술력으로 영화 ‘노량’의 대규모 해상 전투 장식, 파이낸셜뉴스, 2023.12.28
6. ↑  정진기, 엠83, ‘스위트홈’ 시즌 2로 한국 드라마 VFX의 새 역사 보여줘, 아시아경제, 2023.12.01
7. ↑  박기훈, M83, 中 블록버스터 메인 VFX 제작사 선정…亞 최대 콘텐츠 시장 진출, 프라임경제, 2024.11.27
8. ↑  권민서, 'VFX 전문기업' 엠83, 8월 코스닥 시장 상장, 데일리인베스트, 2024.07.17